# Store Vejleå
Store Vejleå är ett vattendrag i Danmark. Ån ligger i Region Hovedstaden,  13 km sydväst om Köpenhamn och rinner ut i Køge Bugt.